# Felce
Felce est une commune française située dans la circonscription départementale de la Haute-Corse et le territoire de la collectivité de Corse. Elle appartient à l'ancienne piève d'Alesani.

## Urbanisme

### Typologie
Au 1er janvier 2024, Felce est catégorisée commune rurale à habitat très dispersé, selon la nouvelle grille communale de densité à sept niveaux définie par l'Insee en 2022.
Elle est située hors unité urbaine et hors attraction des villes,.

### Occupation des sols
L'occupation des sols de la commune, telle qu'elle ressort de la base de données européenne d’occupation biophysique des sols Corine Land Cover (CLC), est marquée par l'importance des forêts et milieux semi-naturels (100 % en 2018), une proportion identique à celle de 1990 (100 %). La répartition détaillée en 2018 est la suivante : 
forêts (79,7 %), espaces ouverts, sans ou avec peu de végétation (16,2 %), milieux à végétation arbustive et/ou herbacée (4,1 %). L'évolution de l’occupation des sols de la commune et de ses infrastructures peut être observée sur les différentes représentations cartographiques du territoire : la carte de Cassini (XVIIIe siècle), la carte d'état-major (1820-1866) et les cartes ou photos aériennes de l'IGN pour la période actuelle (1950 à aujourd'hui).

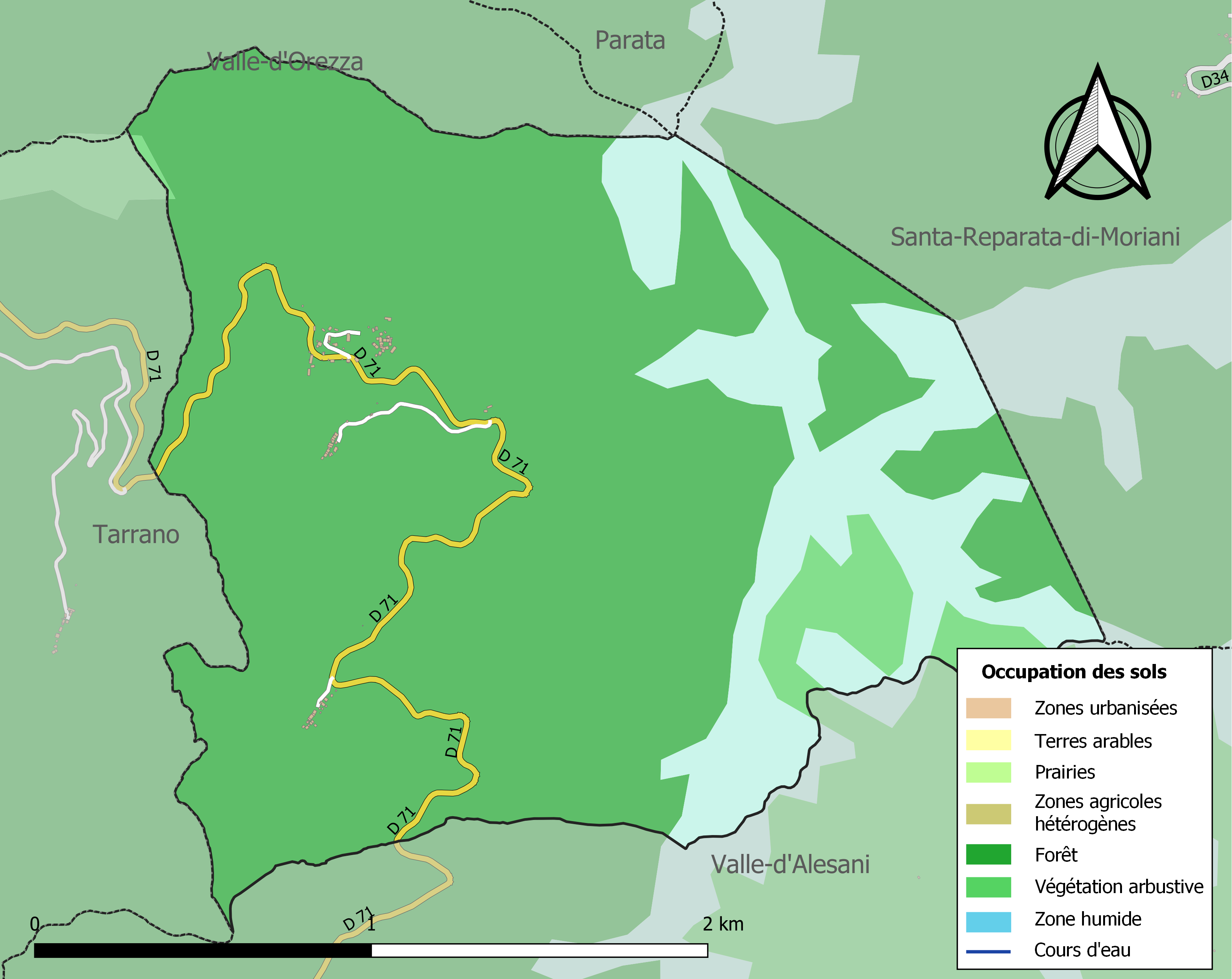
Carte des infrastructures et de l'occupation des sols de la commune en 2018 (CLC).

## Politique et administration
| Période                                  | Période  | Identité         | Étiquette | Qualité                    |
| ---------------------------------------- | -------- | ---------------- | --------- | -------------------------- |
| (avant 1995)                             | 2014     | Joseph Guglielmi | DVD       |                            |
| mars 2014                                | En cours | Lucien Panier    | UMP-LR    | Retraité Fonction publique |
| Les données manquantes sont à compléter. |          |                  |           |                            |

## Démographie
L'évolution du nombre d'habitants est connue à travers les recensements de la population effectués dans la commune depuis 1800. Pour les communes de moins de 10 000 habitants, une enquête de recensement portant sur toute la population est réalisée tous les cinq ans, les populations de référence des années intermédiaires étant quant à elles estimées par interpolation ou extrapolation. Pour la commune, le premier recensement exhaustif entrant dans le cadre du nouveau dispositif a été réalisé en 2008.

En 2022, la commune comptait 52 habitants, en évolution de +1,96 % par rapport à 2016 (Haute-Corse : +5,15 %, France hors Mayotte : +2,11 %).
| 1800 | 1806 | 1821 | 1831 | 1836 | 1841 | 1846 | 1851 | 1856 |
| ---- | ---- | ---- | ---- | ---- | ---- | ---- | ---- | ---- |
| 273  | 290  | 338  | 384  | 408  | 435  | 425  | 487  | 438  |

| 1861 | 1866 | 1872 | 1876 | 1881 | 1886 | 1891 | 1896 | 1901 |
| ---- | ---- | ---- | ---- | ---- | ---- | ---- | ---- | ---- |
| 379  | 368  | 371  | 360  | 389  | 353  | 440  | 318  | 425  |

| 1906 | 1911 | 1921 | 1926 | 1931 | 1936 | 1946 | 1954 | 1962 |
| ---- | ---- | ---- | ---- | ---- | ---- | ---- | ---- | ---- |
| 304  | 340  | 360  | 346  | 365  | 378  | 313  | 276  | 100  |

| 1968 | 1975 | 1982 | 1990 | 1999 | 2006 | 2008 | 2013 | 2018 |
| ---- | ---- | ---- | ---- | ---- | ---- | ---- | ---- | ---- |
| 81   | 75   | 72   | 33   | 43   | 48   | 50   | 53   | 52   |

| 2022 | - | - | - | - | - | - | - | - |
| ---- | - | - | - | - | - | - | - | - |
| 52   | - | - | - | - | - | - | - | - |

## Lieux et monuments
- L'église paroissiale Saint-Côme-et-Saint-Damien (piazza di a ghjesa), datant du XVIIe ou du XVIIIe siècle, remaniée au XIXe, et figurant à l'inventaire général du patrimoine culturel (1999)[10]. De nombreux objets à l’intérieur, sont aussi répertories à l'inventaire³.
- La chapelle Notre-Dame-des-Sept-Douleurs (hameau de Volgheracciu), contenant également de nombreux objets figurant à l'inventaire, notamment une statue de saint Antoine de Padoue.
- La chapelle Saint-Joseph (à milaria)

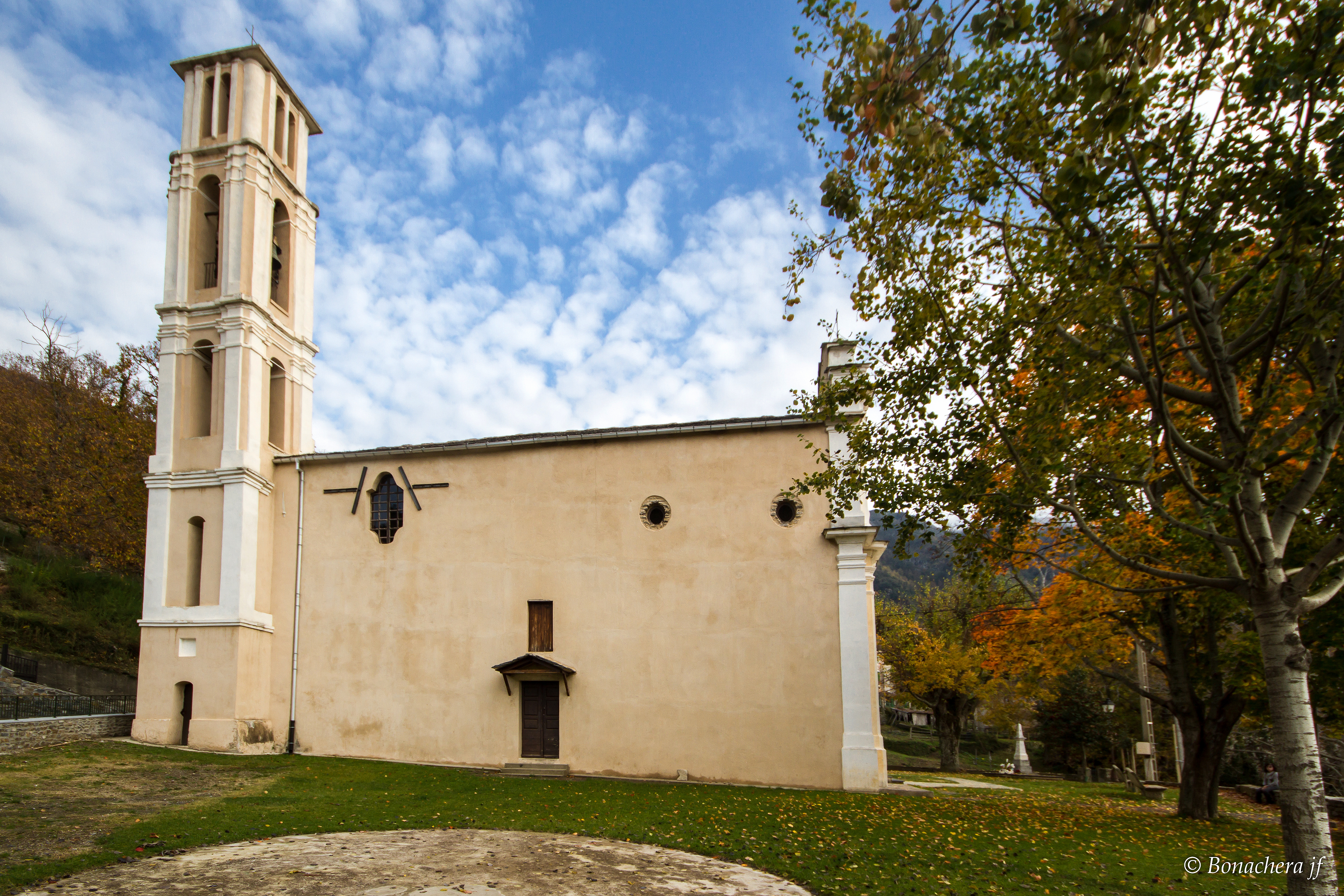
L'église paroissiale Saint-Côme-et-Saint-Damien, vue latérale.

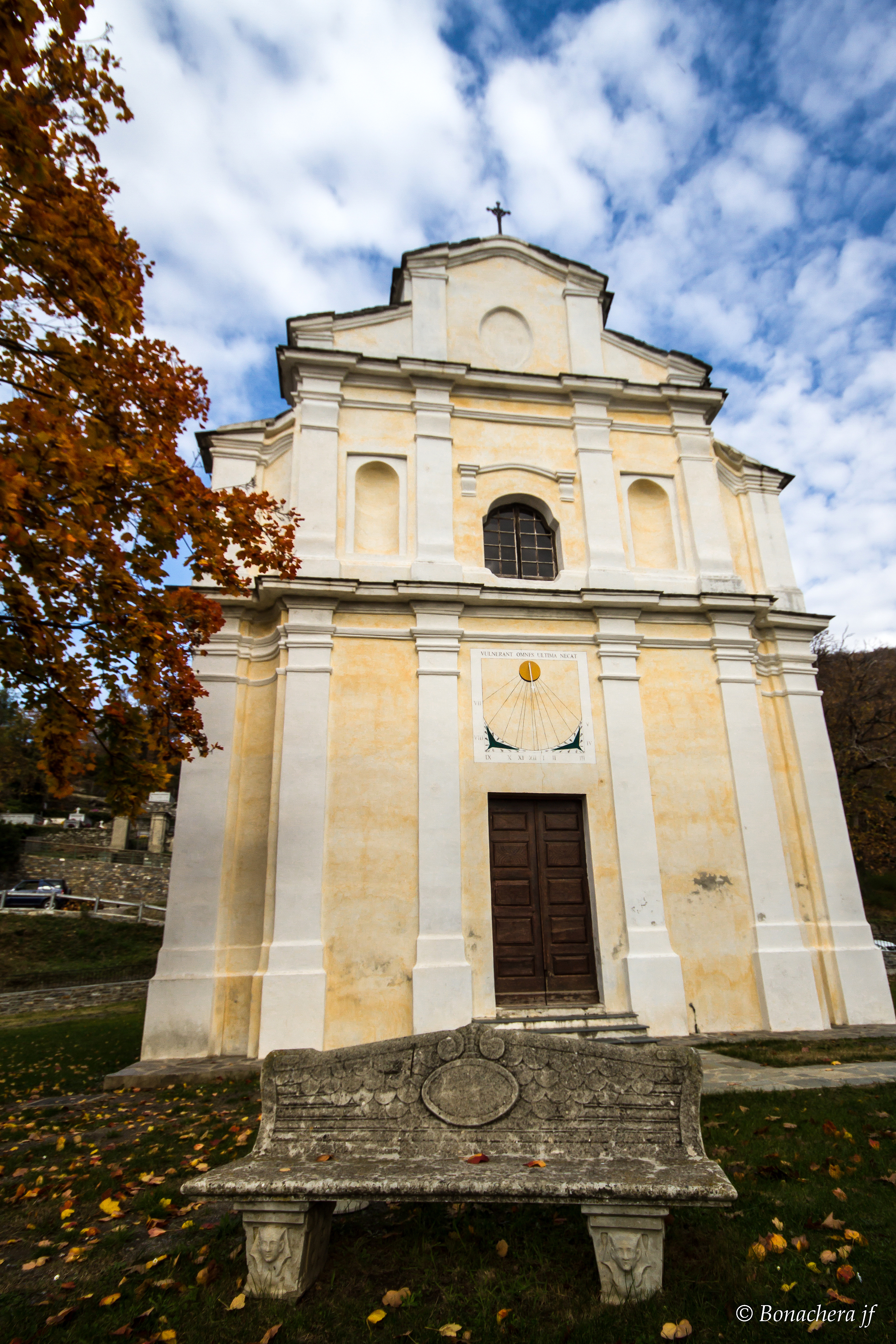
L'église paroissiale Saint-Côme-et-Saint-Damien, vue de face.

## Personnalités liées à la commune
- Petrus Cyrnæus, historien-chroniqueur du XVe siècle.